# Iroquois
Iroquois (phát âm /ˈɪrəkwɔɪ/) còn được gọi là Liên đoàn Iroquois (Iroquois League) và sau đó gọi là Liên minh Iroquois (Iroquois Confederacy), là một liên minh bản địa ở đông bắc của Bắc Mỹ. Nó tồn tại như một hiệp định hòa bình được ký kết giữa các bộ tộc hùng mạnh người Iroquois (người Mỹ bản địa) vào thế kỳ XVII, để nhằm ngăn chặng các cuộc chiến tranh giữa các bộ lạc, từ nền tảng đó các bộ lạc giúp đỡ nhau, liên kết và phụ thuộc nhau nhằm chống lại sự hiện diện ngày càng đông của thực dân châu Âu có mặt ở bờ biển phía Đông.
Thực dân Anh gọi họ là "Ngũ quốc" (Five Nations), bao gồm người Mohawk, người Oneida, người Onondaga, người Cayuga và người Seneca (được liệt kê theo địa lý từ Đông sang Tây). Sau năm 1722, người Tuscarora nói tiếng Iroquois từ phía Đông Nam được chấp nhận vào liên minh, từ đó người Anh gọi liên minh này là Lục quốc (Six Nations).
Những người sáng lập ra liên minh theo truyền thống được coi là Deganawidah Đại hòa bình, Hiawatha, và Jigonsaseh Mẹ của các quốc gia. Trong gần 200 năm, người Iroquois là một nhân tố quan trọng trong chính sách thuộc địa Bắc Mỹ. Vào thời kỳ cực thịnh vào khoảng năm 1700, quyền lực của người Iroquois mở rộng từ vùng đất mà ngày nay là Bang New York về phía Bắc đến Canada, phía Tây dọc theo Great Lakes và phía Nam nằm trên cả hai mặt của dãy núi Allegheny vào Virginia và Kentucky và Thung lũng Ohio ngày nay.
Năm 2010, Liên Minh Iroquois (Sáu Quốc gia) có hơn 45.000 người sống ở Canada và hơn 81.000 người ở Hoa Kỳ.

## Tên gọi
Iroquois là tên gọi phổ biến nhất dùng để chỉ liên minh này, nguồn gốc của tên gọi còn nhiều tranh cãi. Lần đầu tiên xuất hiện với cái tên "Irocois" là qua lời kể của Samuel de Champlain về cuộc hành trình của ông đến Tadoussac vào năm 1603. Các cách viết tiếng Pháp ban đầu khác bao gồm "Erocoise", "Hiroquois", "Hyroquoise", "Irecoies", "Iriquois", "Iroquaes", "Irroquois" và "Yroquois", được phát âm vào thời điểm đó là [irokwe] hoặc [irokwɛ]. Các giả thuyết khác nhau về nguồn gốc tên gọi đã được đề xuất, nhưng không có giả thuyết nào được chấp nhận rộng rãi. Đến năm 1978, Ives Goddard đã nhận định: "Không có hình thức nào như vậy được chứng thực trong bất kỳ ngôn ngữ bản địa Bắc Mỹ đã tạo ra tên cho các nhóm Iroquoian, nguồn gốc và ý nghĩa cuối cùng của tên này vẫn chưa được biết".
Linh mục dòng Tên và nhà truyền giáo Pierre François Xavier de Charlevoix đã viết vào năm 1744: "Tên Iroquois hoàn toàn là tiếng Pháp, và được hình thành từ thuật ngữ Hiro hoặc Hero [ngôn ngữ Iroquo], có nghĩa là tôi đã nói".

## Liên minh Iroquois

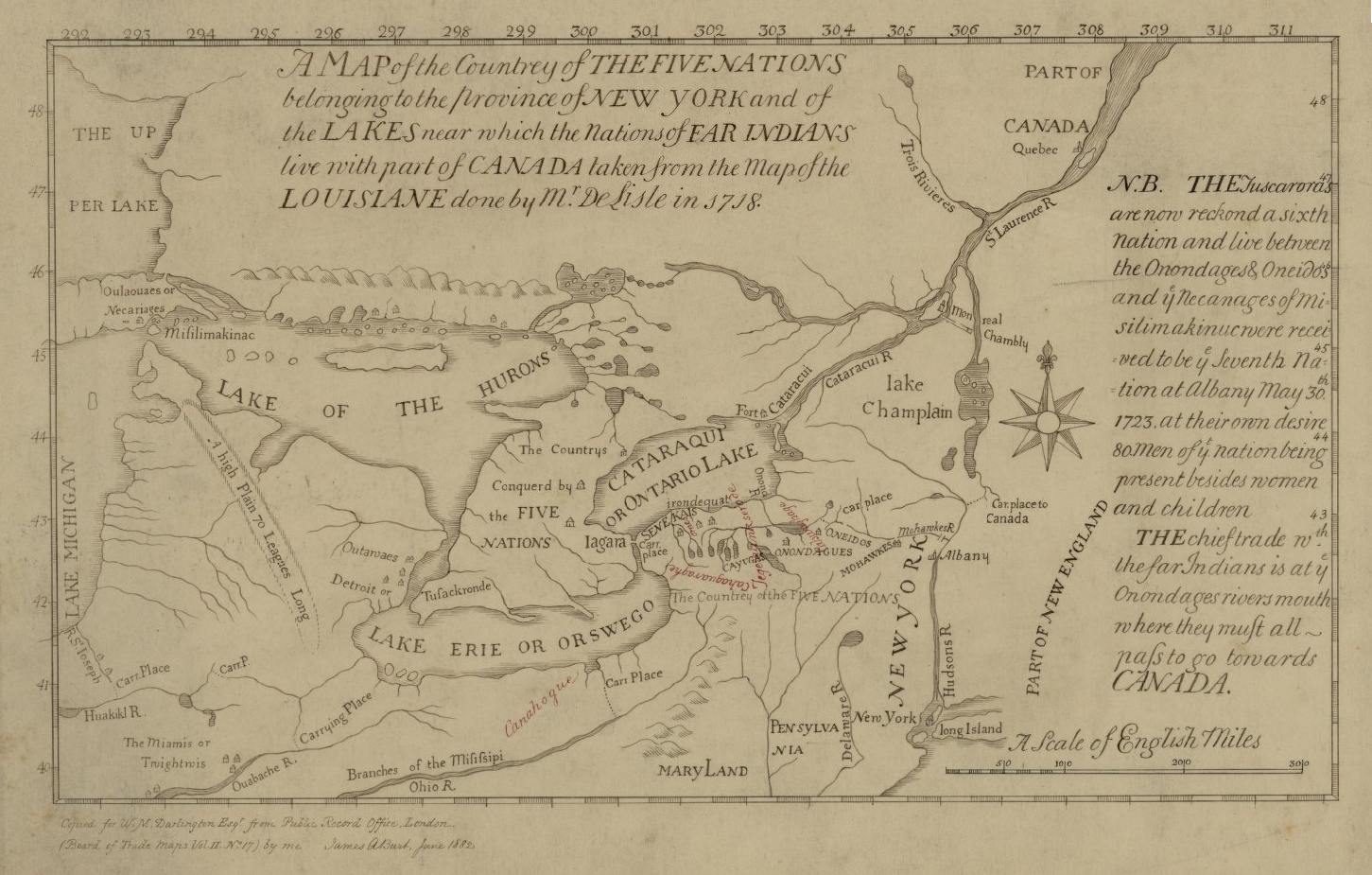
Bản đồ của Năm quốc gia (từ Bộ sưu tập Darlington)

Liên minh Iroquois hay Haudenosaunee được cho là do Người sáng tạo hòa bình vĩ đại (Great Peacemaker) thành lập vào một thời điểm không xác định, ước tính từ năm 1450 đến năm 1660, tập hợp 5 quốc gia riêng biệt ở khu vực phía Nam Ngũ Đại hồ thành "Liên minh hòa bình vĩ đại".  Tuy nhiên, nghiên cứu khác cho thấy việc thành lập xảy ra vào năm 1142.  Mỗi quốc gia trong liên minh Iroquois này có một ngôn ngữ, lãnh thổ và chức năng riêng biệt trong Liên minh. Tổ hợp này được điều hành bởi một hội đồng gồm 50 tù trưởng, mỗi tù trưởng đại diện cho một thị tộc của một quốc gia. 
Khi người châu Âu lần đầu tiên đến Bắc Mỹ, Haudenosaunee (Liên đoàn Iroquois theo cách gọi của người Pháp, Năm quốc gia theo cách gọi của người Anh) có trụ sở tại khu vực ngày nay là trung tâm và phía Tây Bang New York, bao gồm cả khu vực Hồ Finger, chiếm các khu vực rộng lớn ở phía Bắc đến Sông St. Lawrence, phía Đông đến Montreal và sông Hudson, phía Nam đến Tây bắc Pennsylvania. Vào thời đỉnh cao, quyền lực của người Iroquois đã mở rộng về phía Bắc đến Canada ngày nay, phía Tây dọc theo Great Lakes và phía Nam trên cả hai mặt của dãy núi Allegheny vào Virginia và Kentucky ngày nay, và vào Thung lũng Ohio. Từ Đông sang Tây, Liên minh bao gồm các quốc gia Mohawk, Oneida, Onondaga, Cayuga và Seneca. Vào khoảng năm 1722, quốc gia Tuscarora gia nhập Liên minh, đã di cư khỏi vùng Carolina. Cũng là một tộc người nói tiếng Iroquois, Tuscarora được chấp nhận vào Liên minh, trở thành Lục quốc.
Theo truyền thuyết, Liên minh này do nhà thông thái của bộ tộc Mohawk là Dekanawida và môn đệ của ông là Hiawatha thành lập. Hiawatha đã mất cả cuộc đời để đi từ làng này đến làng khác để thuyết phục họ ký kết  "hiệp định hòa bình". Đến thế kỉ XVII, vùng đất do người Iroquois kiểm soát đã kéo dài từ New England đến sông Mississippi ở phía Tây và sông Tennesse ở phía Nam.
Những dân tộc nói tiếng Iroquois độc lập khác, chẳng hạn như người Erie, người Susquehannock, người Huron (Wendat) và người Wyandot, sống ở nhiều thời điểm khác nhau dọc theo Sông Saint Lawrence và xung quanh Ngũ Đại hồ. Ở Đông Nam nước Mỹ ngày nay, người Cherokee là một dân tộc nói tiếng Iroquois đã di cư đến khu vực đó nhiều thế kỷ trước khi tiếp xúc với người châu Âu. Không một dân tộc nào trong số này là thành viên của Liên đoàn Haudenosaunee. Những người ở biên giới lãnh thổ Haudenosaunee trong vùng Hồ Lớn đã cạnh tranh và chiến tranh với các quốc gia trong Liên minh.
Thực dân Pháp, Hà Lan và Anh, cả ở New France (Canada) và Mười ba thuộc địa Bắc Mỹ, nhận thấy cần phải có được sự ưu ái đối với người Iroquois, những nhóm dân tộc đã chiếm một phần đáng kể các vùng đất phía Tây của các khu định cư thuộc địa. Mối quan hệ đầu tiên của họ là để buôn bán lông thú, điều này đã tạo ra lợi ích cho cả hai bên. Những người thuộc địa cũng tìm cách thiết lập quan hệ hữu nghị để bảo đảm các vấn đề an ninh cho khu định cư của họ.
Trong gần 200 năm, người Iroquois là một nhân tố mạnh mẽ trong chính sách thuộc địa Bắc Mỹ. Liên minh với người Iroquois mang lại lợi thế chính trị và chiến lược cho các cường quốc châu Âu, nhưng người Iroquois vẫn bảo toàn được nền độc lập đáng kể. Một số dân tộc trong liên minh định cư tại các làng truyền giáo dọc theo sông St. Lawrence, trở nên thân thiết chặt chẽ hơn với người Pháp. Trong khi họ tham gia các cuộc đột kích cùng người Pháp vào các khu định cư của người Hà Lan và sau đó là người Anh, nơi một số người Mohawk và người Iroquois khác định cư, nói chung người Iroquois chống lại việc tấn công các dân tộc thuộc liên minh của họ.
Liên minh Iroquois vẫn là một chính thể lớn của người Mỹ bản địa thống nhất về mặt chính trị cho đến cuộc Cách mạng Mỹ, khi Liên minh giữ lời hứa với Vương quốc Anh trong hiệp ước. Sau khi thất bại, người Anh nhượng lại lãnh thổ của người Iroquois mà không cần tham khảo ý kiến, và nhiều người Iroquois phải từ bỏ vùng đất của họ ở Thung lũng Mohawk và những nơi khác và chuyển đến các vùng đất phía Bắc do người Anh giữ lại. Người Anh đã trao cho họ đất để đền bù cho 5 triệu mẫu Anh mà họ đã mất ở miền Nam, nhưng sự đền bù này là ít hơn số đất mà người Iroquois đã mất, có nghĩa là không tương đồng.
Các học giả hiện đại của Iroquois có sự phân biệt giữa 2 khái niệm Liên minh và Liên đoàn. Theo cách giải thích này, Liên đoàn Iroquois đề cập đến tổ chức nghi lễ và văn hóa được thể hiện trong Đại hội đồng, vẫn còn tồn tại. Liên minh Iroquois là một thực thể chính trị và ngoại giao phi tập trung nổi lên để đối phó với sự đô hộ của châu Âu, đã bị giải thể sau thất bại của Anh trong Chiến tranh Cách mạng Mỹ. Những người Iroquois/Lục Quốc ngày nay không có bất kỳ sự phân biệt nào như vậy và họ sử dụng các thuật ngữ thay thế cho nhau, tuy nhiên họ thích cái tên Liên minh Haudenosaunee hơn.
Sau khi phần lớn di cư đến Canada, nhưng một số người Iroquois vẫn còn còn lại ở New York. Năm 1784, tổng cộng 6.000 người Iroquois phải đối mặt với 240.000 người New York, với những người New England đói đất sẵn sàng di cư về phía Tây. Đến Chiến tranh Hoa Kỳ–Anh Quốc (1812), người Iroquois đã mất quyền kiểm soát lãnh thổ đáng kể.
Tổ chức của Liên đoàn được so sánh với hệ thống hiện đại của Chủ nghĩa xã hội tự do.

## Cơ cấu thiết lập Liên minh Iroquois
Cơ cấu chính trị duy nhất của liên minh là sự độc lập và phụ thuộc lẫn nhau, đã giao phó một trọng trách đặc biệt cho phụ nữ. Nhưng không chỉ những phụ nữ thuộc vào dòng giống theo chế độ mẫu hệ, những người phụ nữ còn bổ nhiệm thêm 50 tộc trưởng, những người sẽ đứng trong hội đồng lãnh đạo của liên minh 5 nước, cũng giống như đại diện là đàn ông trong các hội đồng của bộ tộc. Mặc dù liên minh không can thiệp vào mối quan hệ giữa các bộ tộc, nhưng nó đã hòa giải thành công các cuộc xung đột giữa các bộ tộc.

## Những thành công của Liên minh Iroquois

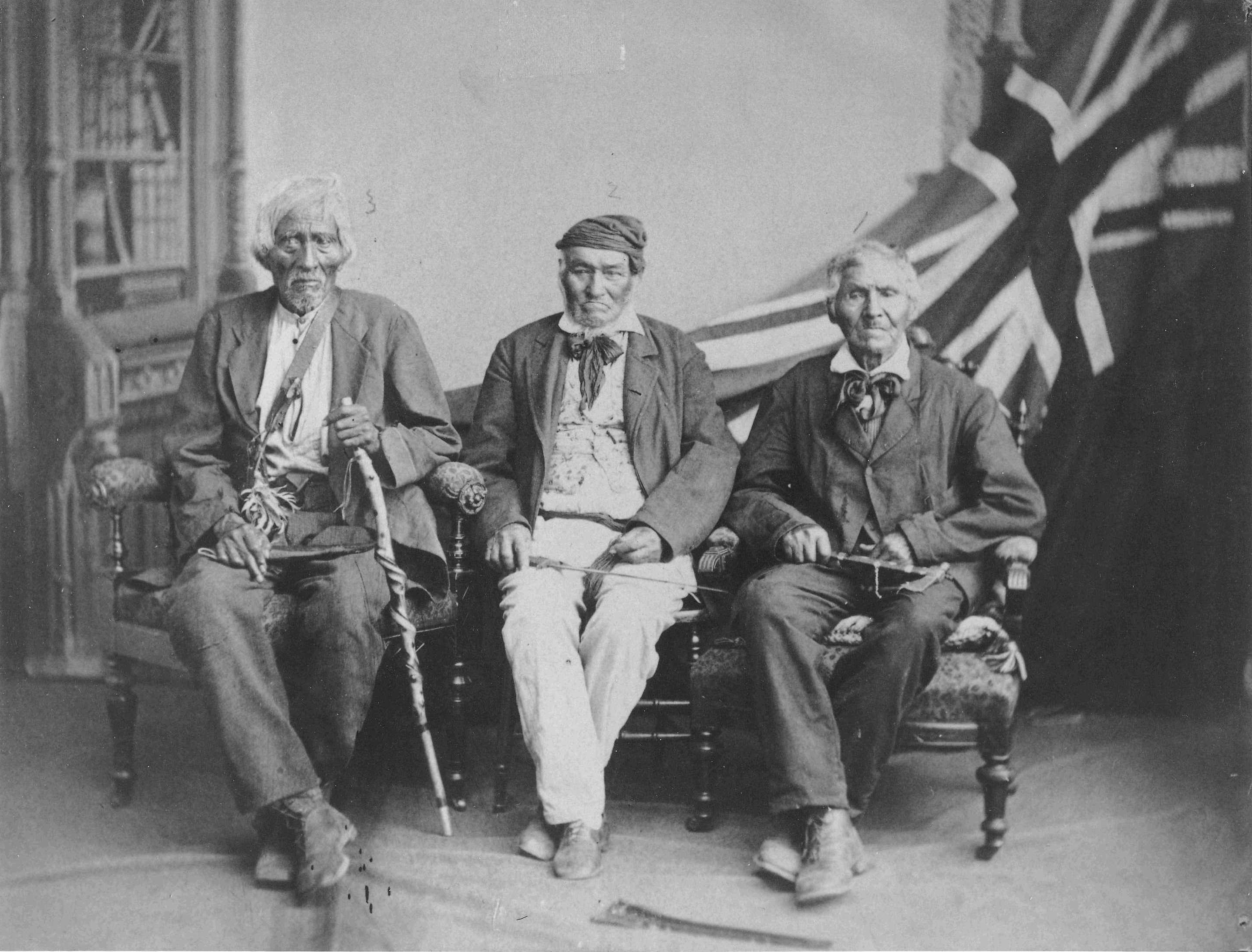
Mohawk leader John Smoke Johnson (right) with John Tutela and Young Warner, two other Six Nations War of 1812 veterans. Photo: July 1882.

Vào năm 1779, khi lực lượng quân cách mạng Mĩ đang trên đường làm nhiệm vụ trừng phạt đến lưu vực sông Mohawk, ở phía Tây New York, họ rất kinh ngạc về những bằng chứng về nền văn hóa hiếm có Iroquois. Trải dài trước mặt họ là những cánh đồng ngô, hoa quả, khoai tây, đậu Hà Lan, đậu cove, những khu vườn táo, đào, hoa; và những trang trại được trang bị đầy đủ với những đàn gia súc và đàn gia cầm. Trong con mắt của những người lính bình thường, cuộc sống của những người Iroquois trong những ngôi nhà khung gỗ, được xây bằng đá và có ống khói bằng gạch và cửa sổ bằng kính tốt hơn nhiều so với cuộc sống của phần lớn những người châu Âu định cư trong khu vực. Vào khoảng năm 1650, người Iroquois đã đạt tới một nền văn minh tiên tiến nhất của người Mỹ bản xứ phía Bắc Rio - Grande. Trong thời hoàng kim, họ đã gây được ảnh hưởng vượt ra ngoài phạm vi dân số của họ, khoảng 16.000 người lúc đông nhất. Họ không chỉ có khả năng kìm chế hai vương triều lớn của Châu Âu là Anh và Pháp mà còn tổ chức được một cơ cấu chính trị tinh vi, trở thành những khuôn mẫu trong những đề xuất của Benjamin Franklin về một chính phủ liên bang mới ở Mĩ.

## Sự sụp đổ và biến mất của Liên minh Iroquois
Dưới ảnh hưởng của Sir William Johnson, Liên minh Iroquois đã cùng với người Anh chống lại người Pháp trong cuộc đấu tranh giành đất đai và buôn lông thú. Trừ những người thuộc bộ tộc Tuscarora và một nửa số người thuộc bộ tộc Oneida, thì Liên minh Iroquois luôn kề vai sát cánh với người Anh trong cuộc chiến tranh cách mạng - một lựa chọn đã đem tại họa đến cho người da đỏ, Sau khi Liên minh Iroquois tham gia vào hai cuộc thảm sát ở thung lũng Chery và thung lũng Wyoming, tướng George Washington đã hạ lệnh tiến hành cuộc viễn chinh trừng phạt do tướng John Sullivan lãnh đạo. Đến cuối thể kỷ XVIII, chiến tranh và bệnh dịch đã làm cho dân số của Liên minh chỉ còn 1/4, và cuối cùng họ đã mất toàn bộ đất đai vì bị những kẻ đầu cơ bất động sản phá bỏ những hiệp ước hay cướp đất.

## Người Iroquois ngày nay
Sau khi Liên minh người Iroquois sụp đổ, người Iroquois bị đuổi ra khỏi các vùng đất mà tổ tiên họ đã sống. Nhiều người bị chết trong các trận chiến với quân viễn chinh Mĩ, và trong các trận dịch bệnh mà người châu Âu mang đến khi họ đến định cư. Các vùng đất của tổ tiên họ dần dần bị mất đi vào tay những người buôn đất. Ngày nay người Iroquois còn lại khoảng 125,000 người sinh sống ở Bắc Mĩ, trong đó khoảng 80,000 người sống tại Mĩ (New York, Wisconsin, South Carolina, Oklahoma) và khoảng 45,000 người sống tại Canada (Nam Quebec và Nam Ontario).

## Liên kết
- Iroquois Indian Museum
- Canadian Genealogy (The Iroquois)